# Deborah Jeane Palfrey
Deborah Jeane Palfrey (18. marts 1956–1. maj 2008) (også i medierne kendt som DC Madam og som pseudonymet Miz Julia i egen brevveksling med kunder) stod bag en eksklusiv prostitutionsring i Washington D.C. kaldet Pamela Martin and Associates. De prostituerede bestod af veluddannede og smukke kvinder, der skulle servicere Washingtons elite. Hun argumenterede for at firmaet som prostitutionsringen var organiseret i var en lovlig forretning, men blev alligevel den 15. april 2008 dømt for afpresning og hvidvaskning. Kort efter dommen, og stående foran en fængselsstraf på fem til seks år, blev hun fundet død. Hængt i et skur i Florida. Myndighederne har beskrevet hendes død som selvmord.

## Opvækst
Deborah Palfrey var født i Charleroi i Pennsylvania, men voksede op i Orlando i Florida. Hendes far var købmand. Hun bestod fra Rollins College med en juragrad og fortsatte i Thomas Jefferson School of Law, men færdiggjorde ikke. Hun arbejdede for en tid som advokatsekretær i San Diego i Californien og senere som cocktailservitrice og blev her involveret i escortservice. Hun var utilfreds med hvordan de fleste escortservice blev kørt, inklusiv udbredt narkotikamisbrug, hvorfor hun startede sin egen service. I 1990 blev hun arresteret for prostitution. Hun flygtede først til Montana, men blev sendt tilbage Californien til retssagen og tilbragte 18 måneder i fængsel. Efter sin løsladelse grundlagde hun firmaet Pamela Martin and Associates.

## D.C. Madam skandale
I oktober 2006 udgav to folk fra United States Postal Inspection Service – en offentlig myndighed, der har til opgave at undersøge og opklare sager om snyd eller misbrug af postsystemet – sig for at være et par der var interesseret i at købe Deborah Palfreys hjem. Et trick der skulle give dem adgang til hendes hjem uden dommerkendelse. Samtidigt blev bankkonti med værdier for over 500.000 USD fastfrosset så hun ikke kunne trække fra dem og papirer og dokumenter relateret til hvidvaskning og prostitution blev beslaglagt.
Ifølge statens anklager benyttede Deborah Palfreys prostitutionsservice sig af The Diamondback – en uafhængig universitetsavis fra University of Maryland samt avisen Washington City Paper til at rekruttere piger til prostitution. Hendes eksklusive prostituerede, hvoraf mange havde professionelle karrierer ved siden af, kunne koste op til 300 dollar i timen. Deborah Palfrey forsatte med at være bosiddende i Californien og tjente omkring 2 millioner dollar over de 13 år hun havde prostitutionsforretningen.
Den 4. maj 2007 lod Deborah Palfrey sig interviewe på ABC's nyhedsmagasinprogram 20/20 hvor hun redegjorde for at have mellem 10.000 og 15.000 af sine klienters telefonnumre som hun truede med at offentliggøre, hvilket fik adskillige af disse til at kontakte hende for at se om der ikke kunne arrangeres en ordning så deres identitet kunne holdes hemmelig. Om end ABC News, efter at have gennemgået hvad de beskrev som 21 kg telefonlister, besluttede at ingen af klienterne var tilstrækkelige "nyhedsværdige" til at nævne ved navn.
Skandalen ledte alligevel til at ambassadør Randall L. Tobias trak sig fra sine stillinger i Det amerikanske udenrigsministerium og United States Agency for International Development. Også nævnt som klienter er Harlan K. Ullman, skribent fra The Washington Times og medlem af tænketanken Center for Strategic and International Studies. Senere den 9. juli indrømmede den republikanske senator David Vitter fra Louisiana at han havde gjort brug af hendes escortservice
. Den 9. juli 2007 frigjorde Deborah Palfrey hele sit telefonregister med klienter til offentligheden, som kunne downloade den fra internettet i TIFF format. Om end hendes advokat, Montgomery Blair Sibley, allerede da havde sendt 54 CD-rom'er med telefonnumrene til forskere, aktivister og journalister.
I 2007 valgte en af Deborah Palfreys tidligere callgirlpiger (Brandy Britton 43, pseudonym Alexis Angel; Ph.D og professor i sociologi og antropologi ved University of Maryland) at begå selvmord, hvortil Deborah Palfrey kommenterede at omend hun var skamfuld over at være anklaget for prostitution, så "er jeg vel lavet af noget andet stof end hvad Brandy Britton var."

## Død
Den 1. maj 2008 blev Deborah Palfrey fundet hængt i et redskabsskur udenfor sin mors mobile hjem i Tarpon Springs, Florida. Politiet rapporterede at de havde fundet håndskrevne selvmordsbeskeder i nærheden af Deborah, og myndighederne antager at der er tale om selvmord. Obduktionen og den politiundersøgelsen konkluderede at hendes død skyldtes selvmord.
Deborah Palfreys biografiforfatter Dan Moldea rapporterede at han i en samtale med Deborah året før havde hørt Deborah sige at "hun fortalte mig klart og tydeligt at hun ikke skulle tilbage i fængsel igen. Hun fortalte mig hun ville begå selvmord". Men alligevel har der cirkuleret en del rygter om at dødsårsagen kunne have været mord, og manageren af hendes beboelsesejendom udtalte til avisen Orlando Sentinel at han havde mødt hende mandagen før, hvor "hun ikke havde virket det mindste oprevet". Hun talte om sin fremtid, og tænkte højt at hun forventede et kortere ophold i fængslet, og at slippe ud før tid pga. god opførelse og at hun ville flytte til Tyskland bagefter. Hun flyttede da sine ejendele til sin mors hjem, i forberedelse til fængselsopholdet . Yderligere kommenterede hendes mor at hun ikke havde mærket nogle "indikationer" på at hendes datter Deborah planlagde at begå selvmord.
Alex Jones fra TV/radio stationen Prison Planet interviewede Deborah palfrey kort før retssagen og spurgte hende direkte om kunne finde på at begå selvmord, underforstået om hun ikke var bange for at blive myrdet inden hun afslørede flere af sine kunder. Dette afviste hun begge gange og sagde at hvis hun blev fundet død kunne man regne med at hun var blevet myrdet. http://www.infowars.com/overwhelming-evidence-points-to-murder-of-dc-madam/ Arkiveret 23. februar 2017 hos  Wayback Machine Alex Jones fremhæver at Dan Molda ikke har nogen beviser for sine påstande og sår tvivl om hans troværdighed. Deborah stiller også spørgsmålstegn ved om Brandy Britton begik selvmord eller om hun blev myrdet.
Fra avisen The New York Times' skrev Patrick J. Lyons på avisens blog The Lede, at mange på internettet var skeptiske omkring dødsårsagen som selvmord, både fra mere alm. personer med førstehåndsindtryk til personer med konspirationsteorier. Nogle pegede på hendes tidligere udtalelser om at hun ikke havde tænkt sig at begå selvmord, mens andre spekulationer gik på at hun ikke havde afsløret navnene på nogle af de mere prominente af sine prostitutionsklienter, om end Lyons selv så tvivlende på de sidste spekulationer.